# مايك براون (لاعب هوكي جليد)
مايك براون هو لاعب هوكي جليد كندي، ولد في 9 سبتمبر 1981 في كالغاري في كندا.

## وصلات خارجية
- مايك براون على موقع EliteProspects.com (الإنجليزية)
- مايك براون على موقع HockeyDB.com (الإنجليزية)